# Амомонго
Амомонго е криптид от Филипините. Той представлява същество подобно на маймуна и се среща във фолклора на местните. Те говорят за него от древни времена, като се казва че Амомонго е зъл дух от гората, който напада кошарите с животни и изяждал малките новородени.. Скоро бе засечен случай отново на атака на Амомонго, като е убил кози, овце и много пилета и кокошки.

## Теории
Поради гъстите и непристъпни гори на Филипините все още не е добре изучен „случая Амомонго“ и това мит ли е или реалност. Има обаче две теории които изпъкват:
1. Смята се, че Амомонго е вид примат, който живее само във Филипините. Вероятно популацията му е доста малка и затова се среща рядко.
2. друга теория е че това е оцелял вид хоминид. Той, според поддръжниците на теорията, е липсващото звено на човешката еволюция.